# Kristina Joder
Kristina Caroline Joder (* 11. Juli 1978 in Springfield, Vermont) ist eine ehemalige US-amerikanische Skilangläuferin.

## Werdegang
Joder nahm von 1996 bis 2003 vorwiegend am Continental-Cup teil. Dabei startete sie erstmals im Januar 1996 in Lake Placid und belegte dabei den 11. Platz über 15 km Freistil. Bei den Junioren-Skiweltmeisterschaften 1996 in Asiago kam sie auf den 67. Platz über 5 km klassisch, auf den 66. Rang über 15 km Freistil und auf den 17. Platz mit der Staffel. In den folgenden Jahren lief sie bei den Junioren-Skiweltmeisterschaften 1997 in Canmore auf den 59. Platz über 5 km klassisch, auf den 49. Rang über 15 km Freistil und auf den 14. Platz mit der Staffel und bei den  Junioren-Skiweltmeisterschaften 1998 in Pontresina auf den 61. Platz über 15 km klassisch, auf den 54. Rang über 5 km Freistil und auf den 14. Platz mit der Staffel. Bei ihren einzigen Teilnahme am Skilanglauf-Weltcup errang sie im Januar 2001 in Soldier Hollow den 42. Platz im Sprint. Im folgenden Jahr errang sie in Salt Lake City bei ihrer einzigen Teilnahme an Olympischen Winterspielen den 53. Platz im 15-km-Massenstartrennen und den 48. Rang im Sprint und erreichte in West Yellowstone mit dem sechsten Platz im Sprint ihre beste Platzierung im Continental-Cup.